# Pierre Albarran
Pierre Henri Maurice Albarran (18. května 1893, Západní Indie nebo Chaville, dep. Hauts-de-Seine – 24. února 1960, Paříž) byl francouzský hráč a teoretik bridže a tenista, držitel bronzové olympijské medaile ve čtyřhře z Letních olympijských her 1920 v Antverpách s Maxem Decugisem.

## Osobní život a bridž
Jako místo narození se uvádí Západní Indie nebo Chaville, město ležící mezi Paříží a Versailles. Albarran byl synem urologa Joaquína Albarrana. V roce 1910 maturoval na École Saint-Elme d ' Arcachon, poté studoval filozofii, nakonec se ale dostal k medicíně, kde ve svých 32 letech získal na Lékařské fakultě v Paříži atestaci také jako urolog. Dokonce je autorem několika prací z oblasti medicíny. Byl celkem čtyřikrát ženatý.
Albarran byl především slavným a úspěšným hráčem bridže, devatenáctkrát vyhrál mistrovství Francie, Francii reprezentoval na více než 30 mezinárodních soutěžích včetně mistrovství Evropy 1935 a na konci téhož roku i na prvním neoficiálním mistrovství světa v New Yorku. Mnoho let organizoval a řídil turnaj v Monte Carlu. Jeho způsob hry byl novátorský a Albarran vydal také řadu publikací o teorii bridže.

## Tenisová kariéra
O Albarranovi jako tenistovi bychom zřejmě neslyšeli, za Francii hrál dva zápasy v Davisově poháru, v roce 1919 postoupil do semifinále turnaje v Nice a v roce 1930 se účastnil mistrovství Francie na Roland Garros, kde prohrál v 1. kole. V té době se ale už začal věnovat bridži. Do historie tenisu se však zapsal na olympiádě v Antverpách 1920.

### Olympijské hry 1920
Pierre Albarran se přihlásil do olympijského turnaje ve čtyřhře mužů s Maxem Decugisem (soutěže ve dvouhře ani v mixu se nezúčastnil). V prvním kole se měli střetnout s československým párem J. Bureš a J. Popelka, který však do turnaje nenastoupil, ve druhém kole na ně čekal španělský pár Eduardo Flaquer – Enrique de Satrústegui, nad nímž zvítězili 6:2, 3:6, 6:3 a 6:4. Ve čtvrtfinále narazili na jihoafrický pár Cecil Blackbeard – George Dodd (vítězství 3:6, 6:4, 6:4 a 7:5) a postoupili do semifinále, tam však podlehli po dramatickém boji britskému páru Oswald Turnbull a Max Woosnam 4:6, 6:4, 6:3 a 10:8. Zápas o bronz se nehrál, protože soupeři Francois Blanchy a Jacques Brugnon k zápasu nenastoupili.